# ستییو د لاس پالماس
ستییو د لاس پالماس (به اسپانیایی: Sotillo de las Palomas) یک شهرستان در اسپانیا است که در استان تولدو واقع شده‌است.

## خصوصیات
ستییو د لاس پالماس ۱۹ کیلومترمربع مساحت و ۲۱۱ نفر جمعیت دارد و ۵۶۳ متر بالاتر از سطح دریا واقع شده‌است.